# Manciano
Manciano es un municipio italiano situado en la provincia de Grosseto, en Toscana, Italia. Tiene una población estimada, a fines de junio de 2024, de 7009 habitantes.

## Demografía
| Gráfica de evolución demográfica de Manciano entre 1861 y 2024 |
|                                                                |
| Fuente: ISTAT - Elaboración gráfica de Wikipedia               |